# Franca Capetta
Franca Capetta Biasioli (Este, 8 dicembre 1936 – 5 luglio 2023) è stata un'arciera italiana.

## Carriera
Nata ad Este, in provincia di Padova, nel 1936, iniziò a tirare con l'arco a 36 anni.
A 39 anni partecipò alle Olimpiadi di Montréal 1976 nella gara individuale femminile, presente per la seconda volta ai Giochi, prima italiana nella storia a parteciparvi insieme a Ida Da Poian, arrivando dodicesima con 2339 punti.
4 anni dopo prese parte anche ai Giochi di Mosca 1980, sempre nella gara individuale, unica italiana a competere, migliorando il precedente risultato e terminando decima con 2342 punti. Nell'occasione fu la più anziana della spedizione italiana alle Olimpiadi sovietiche con i suoi 43 anni.
Nel 1979 aveva vinto l'oro ai Giochi del Mediterraneo a Spalato.
Nel 1985 si è ritirata dalle gare internazionali, continuando comunque a praticare il tiro con l'arco.